# Жертва Кукуева
Жертва Кукуева, или гамбит Кукуева — один из дебютов в русских шашках, вариация тычка.
Впервые была применена русским шашистом Н. А. Кукуевым на чемпионате Москвы в 1924 году.
Назван по жертве Кукуева, проводимой после 1.cb4 fg5 2.bc5 bd4 3.ec5 db4 4.ac5 gf4 5.ge5 cb6, .cd4 fg5. 2.dc5 bd4. 3.e:c5 d:b4 4.a:c5 gf4. 5.g:e5 cb6, в дебюте тычок после 1.cb4 fe5 2.bc5 с перебоем d:b4 3.a:c5 b:d4 4.e:c5 или b:d4 3. e:c5 d:b4 4.a:c5 идёт жертва Кукуева 5… ef4.5.g:e5 cb6

Такая же позиция, как и при жертве Кукуева, может возникнуть в одной из отказных систем в игре Филиппова, после ходов 1.ed4 ba5 2.de5 fd4 3.ce5 df4 4.ge5 ab4 5.ac5 cb6 или 1.ed4 ba5 2.de5 df4 3.ge5 fd4 4.ce5 ab4 5.ac5 cb6